# Domremy, Saskatchewan
Domremy är en ort i Kanada.   Den ligger i provinsen Saskatchewan, i den centrala delen av landet, 2 300 km väster om huvudstaden Ottawa. Domremy ligger 491 meter över havet och antalet invånare är 124.
Terrängen runt Domremy är platt. Trakten runt Domremy är nära nog obefolkad, med mindre än två invånare per kvadratkilometer.. Det finns inga andra samhällen i närheten. 
Trakten runt Domremy består till största delen av jordbruksmark.